# ライプツィヒ市電NB4形電車
NB4形は、ドイツ・ライプツィヒのライプツィヒ市電が導入したボンバルディア・トランスポーテーション製の付随車（超低床電車）。既存の高床式電車と編成を組む事で列車のバリアフリーサービスの向上を図った車両で、68形（Typ 68）とも呼ばれる。この項目ではロストック市電が導入した同型車両である4NBWE形についても解説する。

## 概要
ドイツ再統一後、ライプツィヒ市電では東ドイツ時代から使用されていたタトラカー（T4D形・B4D形）の近代化工事（T4D-M形・B4D-M形）が行われ、耐用年数が延長した。一方でこれらの車両は高床式であり、車椅子やベビーカーの乗降に難があったが、1996年の時点でも489両が在籍していたT4D形・B4D形の全てを低床式の新型車両で置き換えるための資金調達は不可能であった。そこで、ライプツィヒ市電を運営するライプツィヒ運輸有限会社（LVB）は、同様の課題を抱えていたロストック市電と共に、低コストでの低床化を図るためにタトラカーとの連結運転を行う超低床電車の製造契約をボンバルディアとの間で交わした。それに基づき製造が実施されたのが、動力を持たない付随車のNB4形（ライプツィヒ市電）および4NBWE形（ロストック市電）である。
タトラカーとの連結運転を前提に設計されており、車幅はプラットホームとの接触を避けるため2,200 mmに設計されている。台車はスイス・ヴヴェイ（Vevey）製の小径車輪を用いたボギー台車（GHH V-60形）を使用し、両端部を除いた車内の90％が低床構造となっている他、安全対策として車内に監視カメラが設置されている。ライプツィヒ市電やロストック市電には終点にループ線があり機回しが不要である事から、乗降扉は車体の片側にのみ3箇所設置されている。車内照明や暖房用ラジエーターなどに用いられる電源装置はキーペ製である。

## 導入

### ライプツィヒ

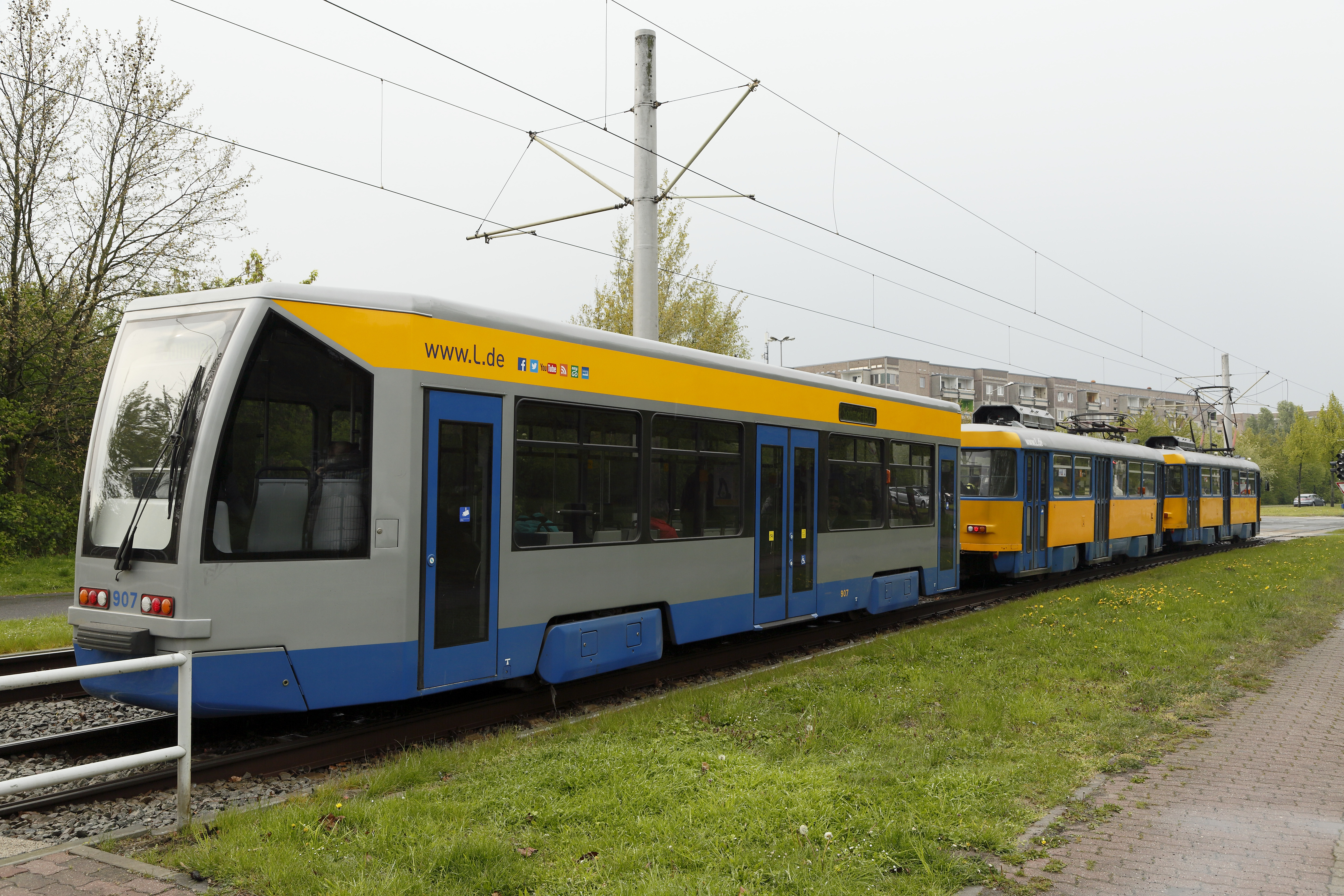
NGTW6-L形に併せた新塗装

2000年9月に最初の車両がライプツィヒに到着し、翌10月からライプツィヒ市電で営業運転を開始した。2001年までに38両が導入され、T4D-M形との連結運転による2両（T4D-M形+NB4形）・3両編成（T4D-M形+T4D-M形+NB4形）で運行された。2013年にはロストック市電の同型車両を5両譲受し、2019年現在43両（901-943）が使用されている。
営業開始以降、脱線事故の頻発に加え二重窓ガラスの間に雨水が溜まるなど不具合が多数報告されたが、2008年以降の修繕工事によりそれらは改善している。また導入当初はT4D-M形にのみ対応した電源・制御回路を有しており他形式と連結しての営業運転は不可能であったが、タトラカー引退後も継続して使用される事からNGT8形（NGT8形+NB4形、2011年以降）やNGTW6-L形（レオライナー）（NGTW6-L形+NB4形、2014年以降）との連結運転に対応した改造工事が実施されている。

### ロストック

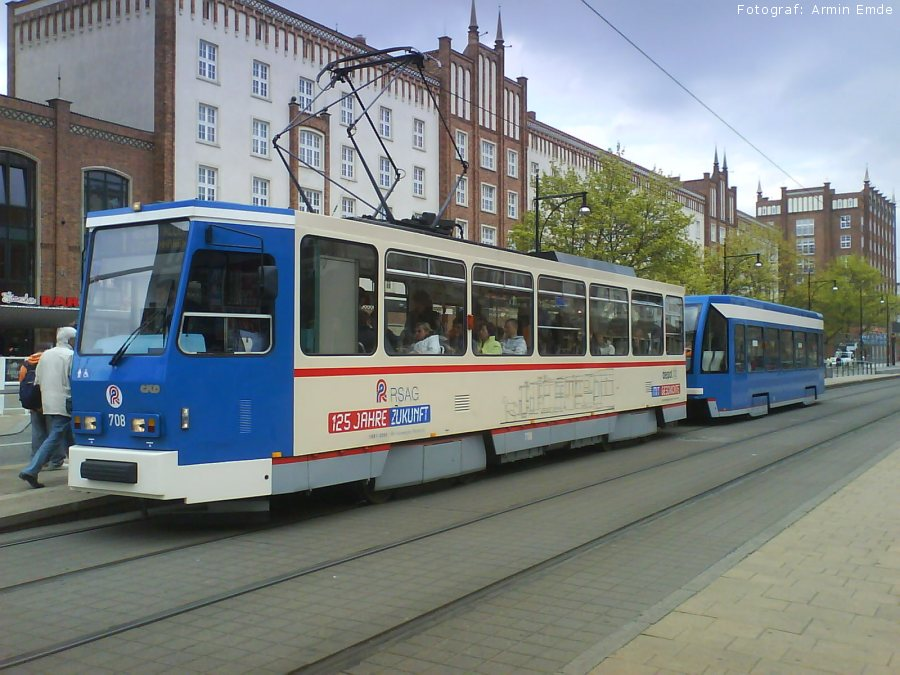
T6A2M形に牽引される4NBWE形（後方）

1989年以降所有していたT6A2M形との連結運転を目的に、ロストック市電には2001年から2002年までに22両の4NBWE形が導入された。そのうち2両（847・860）は2001年にポーランドのポズナンで開催された国際見本市に出展された。
従来の付随車（B6A2形）に置き換わる形で使用されていたが、2009年以降はT6A2M形の運用離脱と共に4NBWE形の廃車も進み、2013年にはライプツィヒ市電、カッセル市電への譲渡も実施された。2015年4月24日をもってT6A2M形と共に定期運用から撤退し、同年に実施されたカッセル市電への譲渡をもってロストック市電から全車引退した。

### カッセル

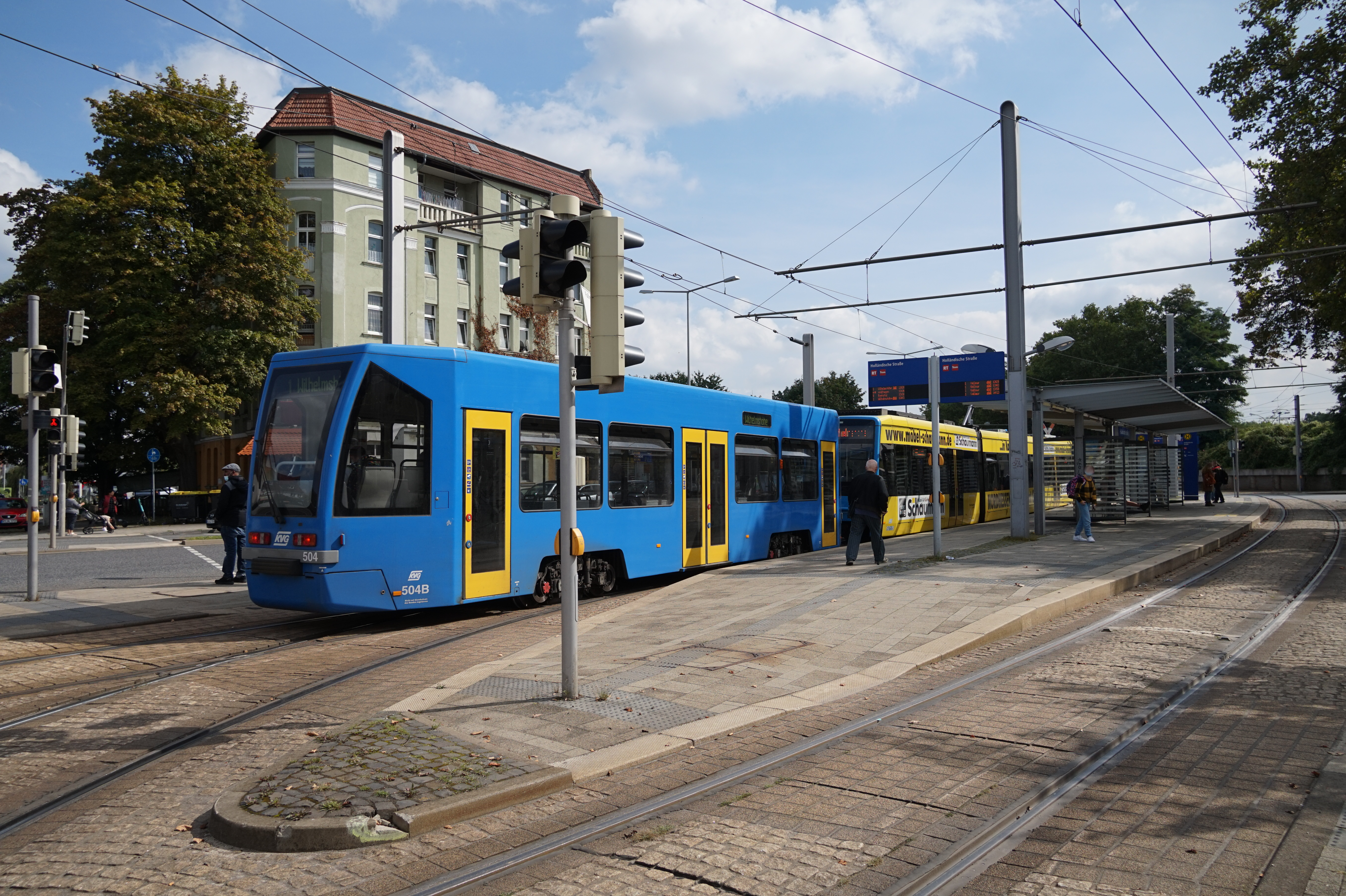
8ENGTW形と連結する4NBWE形

ロストック市電で使用されていた車両の一部は、2013年から2015年にかけて輸送力増強を目的にカッセル市電への譲渡が実施された。回路の変更などの改造に伴いカッセル市電に在籍する8ENGTW形超低床電車との連結運転が可能となっており、2019年現在改造が完了した9両（501-509）が営業運転に使用されている。